# Кунцевич, Мечислав Николаевич

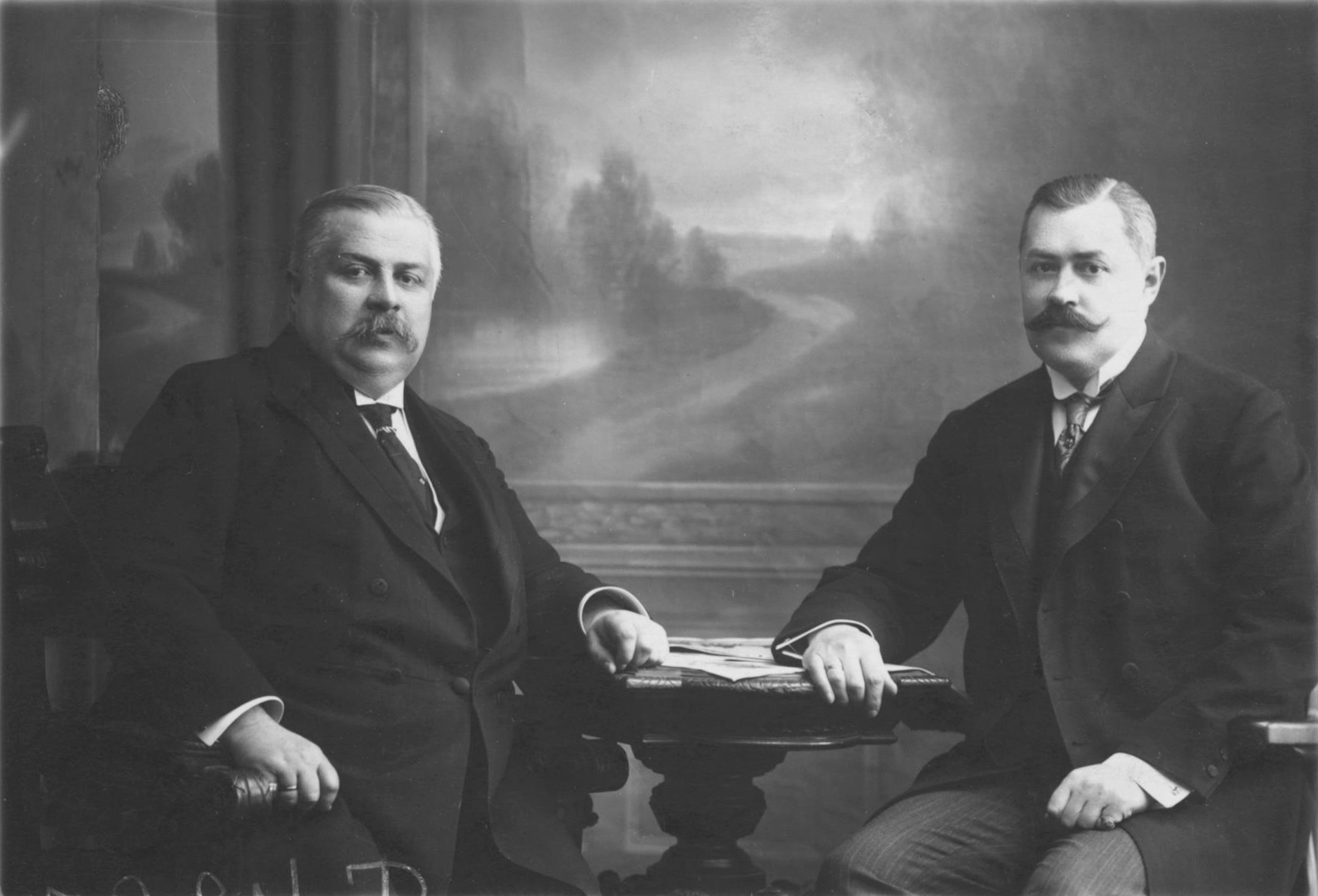
Начальник Петербургской сыскной полиции В.Г.Филиппов со своим помощником М.Н.Кунцевичем

Мечислав Николаевич Кунцевич (03.(15).11.1864 — 17.09.1943) — деятель правоохранительных органов Российской империи,сыщик, помощник (заместитель) начальника Санкт-Петербургской сыскной полиции в 1914-1915 гг., коллежский советник (1915).

## Биография
Мечислав Николаевич родился в семье военного врача. По происхождению — дворянин. Вероисповедание римско-католическое. Крещен был двуименно (второе имя Николай). Обучался в 3-й Санкт-Петербургской классической гимназии, однако полного курса не окончил. При призыве в 1885 был зачислен в ратники I разряда. С 1(13) февраля 1885 по 1 (13)сентября 1887 состоял на службе в конторе сборов Московско-Брестской железной дороги. С 16(28) февраля 1888 по 2 (14) июля 1889 работал по вольному найму в бухгалтерии Экспедиции заготовления государственных бумаг. 
С 4 (16) сентября 1889 служил в петербургской сыскной полиции  в должности полицейского надзирателя, 7 (19) сентября 1890 был уволен по приказу градоначальника  Грессера за неправомочное задержание. После многочисленных прошений в январе 1891 года Кунцевичу позволили вернуться в сыскную полицию, но уже вольнонаемным (внештатным) агентом. С 10 (22) декабря 1891  по 30 января (11 февраля)1900  Кунцевич вновь полицейский надзиратель (с 5 (17)августа 1893 по 15 (27) января 1895 находился в отставке по прошению).  24 января 1896 присвоен первый классный чин коллежского регистратора.
 С 30 января (11 февраля) 1900 чиновник для поручений младшего разряда, с 5 (18) октября 1904 чиновник для поручений высшего разряда Санкт-Петербургской сыскной полиции.
Служил под началом лучших сыщиков Российской империи: Платона Сергеевича Вощинина, Леонида Алексеевича Шереметевского, Владимира Гавриловича Филиппова, Аркадия Францевича Кошко, Карла Петровича Маршалка.
Участвовал в раскрытии самых резонансных уголовных преступлений предреволюционных лет: убийства в Лештуковом переулке, убийства Марианны Тиме, убийства актрисы Лебедевой-Марсельской, краже бриллиантов в лавке Гордона, дела Бейлиса и др.
С 15(28).08.1914 по 11(24).01.1915 года — помощник начальник петербургской сыскной полиции.
С января 1915 года служил чиновником особых поручений  в 8-м(сыскном) делопроизводстве Департамента полиции.
Был дважды женат. Брак с Александрой Павловной Лебедевой был расторгнут в 1906 году из-за прелюбодеяния супруги.  7 июня 1913 обвенчался  в Адмиралтейском соборе с Татьяной Фёдоровной Исаковой. 
После революций эмигрировал, похоронен на кладбище Сент-Женевьев-де-Буа.

### Награды
- св. Станислава 3-й степени, 1904 г.
- св. Станислава 2-й степени, 1910 г.
- св. Владимира 4 степени, 1916 г.

## Семья
- Брат — Казимир Николаевич Кунцевич (? — ?), уездный чиновник, участвовал в студенческих волнениях, три месяца просидел за это в доме предварительного заключения, после чего получил трёхлетний запрет на жительство в столицах. Муромский предводитель дворянства, друг отца, помог с получением места секретаря уездного суда.
- Сестра — Эмилия Николаевна Кунцевич (? —27.09.(10.10)1902[8]).
- Жена — Татьяна Фёдоровна Кунцевич (1880 — 9 июня 1965), похоронена на том же кладбище, что и муж.[9]